# Кодзукэ (провинция)

Провинция Кодзукэ на карте Японии со старым административным делением (выделена красным).

Провинция Кодзукэ (яп. 上野国 кодзукэ но куни, «Страна Кодзукэ» или 上州 дзё:сю:, «провинция Кодзукэ») — историческая провинция Японии в регионе Канто на востоке островае Хонсю. Соответствует современной префектуре Гумма.

## История
Издревле Кодзукэ входила в состав Кэну-но куни (яп. 毛野国), государства прото-айнских племён эмиси, которое в VII веке было разделено яматоскими монархами на две административные единицы — Симоцукэну (яп. 下毛野, «нижнее Кэну») и Камицукэну (яп. 上毛野, «верхнее Кэну»). В дальнейшем Камицукэну стало читаться как Кодзукэ. Центр провинции находился в современном городе Маэбаси.
Поскольку земли провинции были населены эмиси, центральное правительство страны начало селить здесь эмигрантов с континента, в первую очередь из расположенных на Корейском полуострове государств Пэкче и Когурё. Последние распространили в Кодзукэ животноводство. В связи с этим провинция стала поставлять двору отборных лошадей, которыми славилась до середины XVIII века.
Провинция Кодзукэ была также одним из мест зарождения самурайства. Оно служило щитом между яматоским двором и эмиси. К XII веку местные самураи стали экономически независимыми, что позволило им поддержать род Минамото в создании первого военного правительства — сёгуната.
В XIII веке земли провинции принадлежали роду Адати, но были конфискованы родом Ходзё, фактическими правителями Камакурского сёгуната. После свержения последнего, Кодзукэ стала владением рода Уэсуги, под контролем которого пребывала до XVI века. Затем эти земли захватил род Го-Ходзё.
В период Эдо (1603—1867) на территории Кодзукэ был образован ряд мелких владений хан, которыми владели роды Сакаи, Мацудайра, Санада и другие.
В результате административной реформы в 1871 году провинция Кодзукэ была преобразована в префектуру Гумма.

## Уезды провинции Кодзукэ
- Агацума (яп. 吾妻郡)
- Гумма (яп. 群馬郡)
- Канра (яп. 甘楽郡)
- Катаока (яп. 片岡郡)
- Мидо (яп. 緑野郡)
- Нава (яп. 那波郡)
- Нитта (яп. 新田郡)
- Оора (яп. 邑楽郡)
- Саи (яп. 佐位郡)
- Сэта (яп. 勢多郡)
- Таго (яп. 多胡郡)
- Тонэ (яп. 利根郡)
- Усуи (яп. 碓氷郡)
- Ямада (яп. 山田郡)